# 共產主義受難者紀念基金會
共產主義受難者紀念基金會（英語：Victims of Communism Memorial Foundation）是美国的一个非营利性反共组织，1993年12月7日，美國總統比爾·克林顿簽署聯邦公法103-199（Public Law 103-199）後，該組織成立，總部設在美國華盛頓，称其目的是“教育美國人了解共產主義的意識形態、歷史和遺產”。美國华盛顿特区的共产主义受害者纪念雕像就是由該組織負責建造。

## 歷史
1991年，參議員史蒂夫·西姆斯和眾議員達納·羅拉巴克在美國國會提出了一項決議，敦促在華盛頓特區邊界內的適當地點建造“共產主義受害者國際紀念碑”，並任命一個委員會監督紀念館的設計、建造和所有相關細節。
1993年，羅拉巴克和參議員傑西·赫爾姆斯發起了 1993年《友誼法案》的修正案，該法案批准了這種建設。該法案於1993年 12月17日由時任美國總統比爾·克林頓簽署成為法律。
該法案引用了“在史無前例的帝國大屠殺中超過100,000,000 名受害者死亡”，並決定“這些受害者的犧牲應該被永久紀念，以便國家和人民再也不會允許如此邪惡的暴政來恐嚇世界。
根據《公法》第103-199條第IX條第905條，將成立一個獨立組織來建造、維護和運營位於華盛頓特區的共產主義受害者紀念碑，並為建立紀念碑收集捐款，並鼓勵在共產主義政權下遭受苦難的所有群體的參與。
2007年，該基金會完成了共产主义受害者纪念雕像。
2016年，該基金會在奧巴馬總統會見卡斯特羅之前發布了一份古巴51名良心犯的名單。
2020年，該組織發布了一份報告，呼籲關注中國摘取法輪功學員和維吾爾人的器官。

## 項目

### 共產主義受害者紀念碑
該紀念碑於 2007 年 6 月 12 日揭幕，即罗纳德·里根總統在柏林發表“推倒這堵牆”演講 20 週年。揭幕引起了國際媒體的關注。
紀念碑土地由美國國家公園管理局捐贈，製作成本超過 100 萬美元，資金透過私人募集。它由 Thomas Marsh 雕刻，是民主女神鵰像的 10 英尺青銅複製品。

### 博物館
該基金會目標是在華盛頓特區建立一座博物館，該基金會正在為國家廣場附近的博物館擬定預算，並已從匈牙利政府那裡獲得了 100 萬美元的博物館贈款。 博物館的計劃包括展覽空間、禮堂、檔案館和常駐學者。

### 杜魯門-列根自由獎
該基金會每年都會在紀念共產主義反對者的活動中頒發杜魯門-列根自由獎，並用於為紀念館的建設籌集資金。獲獎者包括：米罗斯拉夫·马里诺维奇、陳光誠、湯姆·蘭托斯、若望保祿二世、瓦茨拉夫·哈維爾、楊建利、葉連娜·邦納、小威廉·F·巴克利、理察·派普斯、吉列爾莫·法里尼亞斯、萊赫·華里沙、美國國家民主基金會、亨利·傑克遜、陳日君、黎智英。

## 负面评价
有中华人民共和国媒体和学者引述有关描述称该基金会是“新纳粹分子、法西斯分子和反犹太极端分子的庇护所”。